# Irigografija
Irigografija ili irigoskopija sa irigografijom je minimalno invazivna slikovna dijagnostička metoda u radiologiji namenjena za ispitivanje oboljenja debelog creva. Izvodi se rendgenskim zračenjem, nakon što se pacijentu radi boljeg prikazivanja struktura debelog creva rektalno u vidu klizme daje kontrastno sredstvo (barijumsko ili jodno). Metoda je u načelu bezbolna, ali kod pojedinih pacijenta može izazvati osećaj nelagode napetosti i neprijatnosti. Doza jonizujućeg zračenja kojoj je pacijent izložen u toku pregleda zavisi od dužine trajanja pregleda i višestruko je veća nego pri standardnom rendgen smimanju.

## Značaj i perspektiva metode
Intenzivan razvoj savremenih endoskopskih metoda, koje pružaju uvid u stanje sluznice creva i multidetektorskih CT tehnika koje omogućavaju preciznu evaluaciju zida creva i okolnih struktura, irigoskopija sa irigografijom je donekle je izgubila na značaju, drugim delom i zbog efektivna doza zračenja koja pri jednom snimanju iznosi od 3 do 5 mSv.
Ipak, zbog svoje dostupnosti, jednostavnosti u izvođenju i mogućnosti pregleda celog debelog creva, ovaj pregled je i dalje često primarni metod u radiološkoj dijagnostici kolona. Pacijenti ga dobro
podnose, cena mu je prihvatljiva i praćen je malim procentom komplikacija (1 perforacija na 25.000 procedura). 
Jedna od prednosti irigografije nad optičkom kolonoskopijom je preciznije određivanje lokalizacije promena (npr kod karcinoma), što je od velikog značaja za hirurško planiranje terapije. 
Kada se izvodi u dvojnom kontrastu i u uslovima hipotonizacije, senzitivnost ove metode u otkrivanju adenoma većih od 10 mm može iznositi i do 80%.

## Indikacije
- Akušerska stanja
- Nejasna dijareja (proliv)
- Otkrivanje uzroka okultne ili vidljive krvi u stolici
- Ulcerozni kolitis i Kronova bolest
- Nespecifični enteritis
- Radijacijski enteritis
- Postoperativne adhezije
- Tumori debelog creva (primarni — benigni ili maligni)
- Polipi debelog creva, ako nisu uklonjeni tokom pregleda nakon npr. kolonoskopije - mogu biti kancerogeni.
- Divertikuloza (male vrećice formirane na zidu debelog crijeva koje mogu postati upaljene).[5][6]
- Intususcepcija ili stanje u kome se jedan deo creva uvlači u drugi (u nekim slučajevima irigografija može izlečiti invaziju).[7][8]
- Funkcionalni uzroci kao što je sindrom iritabilnog creva.
- Manifestacije na debelom crevu kod bolesti limfnog sistema
- Preoperativna provera pre preseljenja anusa.

## Kontraindikacije
Relativne
- Trudnoća, jer primena jonizujućeg zračenja u trudnoći može štetiti plodu.[а]
- Alergijske reakcije na kontrastno sredstvo.

Apsolutne
- Akutni abdomen (peritonitis, akutni mezenteritis)
- Poremećaji cirkulacije u trbuhu,
- Detekcija slobodnog vazduha kao indikacija perforacije,
- Toksični megakolon,
- Duboka biopsija pre manje od 7 dana.

## Pripreme
Da bi se obavilo snimanje, debelo crevo mora prethodnih dana biti čisto, bez izmeta u njemu. Da bi se to obavilo snimanje potrebno je:
- Nekoliko dana pre pregleda jesti lakšu hranu, uzimati laksativ, a ponekad je neohodan i klistir.
- Dva dana pre pregleda uzimati laganu i lako svarljivu hranu (testenina, palenta, kuvano bezmasno meso).
- Istovremeno sa hranom uzimajti Dulkolaks (3x2 tablete)
- Veče uoči pregleda treba piopiti Coloklens sirup, najranije nakon 17 časova.
- Ujutru pre pregleda ne konzumira hranu (doći na pregled na tašte).

## Tok pregleda
Ovo snimanje se može obaviti u ordinaciji ili na bolničkom odeljenju za radiologiju, nakon što je debelo crevo potpuno prazno i „čisto”. U toku samog snimanja pacijent leži na pokretnom stolu za snimanje, i u njegovo debelo crevo se u vidu klistira unosi kontrastno sredstvo u radiologiji — rastvor barijuma ili joda, radi boljeg prikazivanja struktura debelog creva, tokom izvođenja radiološke dijagnostičke metode.
Kada se klizmom ubaci kontrastno sredstvo u rektum, i radiolog ustanovi da je on ispuinio debelo crevo do željene dubine, i učinio vidljivim sva eventualne promene u debelom crevu, može se započeti sa snimanjem.
Za vreme trajanja snimanja, radiolog daje usmena uputstva pacijentu kojih se on mora pridržavati (npr. „okrenite se na levi bok!“, “zadržite dah!“ i slično).
Posle obavljenog pregleda, sestra pomaže ispitaniku da ustane sa stola i uvodi ga u sanitarni čvor, u gkome on preko stolice, treba da izbaci sav klizmom ubrizgani kontrast.
Celokupni postupak irigografije traje 20—25 minuta.
Nakon pregleda ne postoje nikakva posebna ograničenja u ishrani i ponašanju kojih se pacijent mora posebno pridržavati. Međutim poželjno je u cilju predostrožnosti:
- nekoliko sati odmora,
- unos u naredna 2-3 dana dovoljno tečnosti (2 litre vode dnevno).

Uvedeni barijum sulfat će se normalno eliminisati iz creva fekalijama u narednim danima. Izmet će biti narednih dana obojeno u belo, dok se ne izluči sav barijum, a konzistencija stolice obično nije izmijenjena.

## Komplikacije
Reakcije na kontrastno sredstvo
Barium koji se u obliku klizme koristi u irigografija i obično se dobro toleriše, ali kod preosetljivih pacijenata mogu se javiti određene smetnje u obliku alergijske reakcije, bolova, oticanje creva i pojavljivanja iznenadne stimulacije evakuacije fecesa.
Ruptura debelog creva
Barijumska klizma je pouzdan i siguran postupak, ali kao i sva invazivna ispitivanja moguće su komplikacije, uprkos veštini i iskustvu ispitivača. Najozbiljnija moguća komplikacija nakon davanja barijumovog klistire je ruptura crevnog zida (sa posledičnim peritonitisom). Ova pojava je prilično retka, s obzirom na to da se javlja u jednoj od 10.000 irigografija,. Nakon ove komplikacije neophodna je hospitalizacije i ponekad hirurško saniranje lezije. 
Krvarenja
Mogu se javiti i mala krvarenja zbog oštećenja sluzokože creva uvođenjem rektalne sonde. Ona se po pravilu obično rešavaju spontano.
Ostalo
Od ostalih nelagodnost tokom irigografije mogu se javiti:
- nakon primene antispazmodičnih lekova (npr. Buscopana) — midriaza (zamagljen vid), konstipacija, tahikardija.

## Napomene
1. ↑  Ako planirate trudnoću, najbolje bi bilo obaviti pregled u prvih 10 dana menstrualnog ciklusa da bi se izbeglo štetno dejstvo zračenja na eventualnu početnu trudnoću.

## Spoljašnje veze
Mediji vezani za članak Irigografija na Vikimedijinoj ostavi

|  | Molimo Vas, obratite pažnju na važno upozorenje u vezi sa temama iz oblasti medicine (zdravlja). |